# 竹田海渡
竹田海渡（日语：／ Takeda Kaito，4月19日—）是日本男聲優，隸屬於青二事務所。

## 配音作品

### 電視動畫
2018年
- ONE PIECE（霍爾米斯木、霍爾米斯、砲彈、士兵）
- 最終休止符 -無止境的螺旋物語-（智乃書）
- 齊木楠雄的災難 第2期（男學生）
- 行星與共（學生1）
- 刃牙（路人）
- 工作細胞（癌細胞2）
- 鋼彈創鬥者 潛網大戰（潛行者、亞克）
- 天狼 Sirius the Jaeger（下級種）
- 魔法律事務所（船長）
- 哥布林殺手（哥布林）
- 魔法禁書目錄III（客人）
- 齊木楠雄的災難 完結篇（男學生A）

2019年
- 魔法禁書目錄III]（通信）
- 三次元女友 REAL GIRL（主持人）
- 櫻桃小丸子（上級生B）
- 魔法水果籃（男學生）
- RobiHachi（男）
- 一拳超人 第2期（背心帽子、扎克斯、水手波）
- 名偵探柯南（男性、記者）
- 女高中生的虛度日常（帥哥）
- 高校星歌劇（學生）
- 籃球少年王（長治正治）
- 星合之空（柳下晃崇）

2020年
- 名偵探柯南（鑑識）
- 奇幻☆怪盜？（警備員A）
- 科學超電磁砲T（研究員）
- 夢夢貓（鈴木）
- 哆啦A夢（播音員、役人）
- 在地下城尋求邂逅是否搞錯了什麼III（讓[1]）
- 攀岩！ -Climbing Girls-（男性粉絲）
- A3!（路人）
- 戰翼的希格德莉法（飛行隊員）

2021年
- 花樣滑冰Stars（倉吉虎之助[2]）
- 無職轉生～到了異世界就拿出真本事～（急救隊員）
- 弱角友崎同學（橋口恭也）
- 2.43 清陰高中男子排球社（朝松壹成[3]）
- 堀與宮村（男高中生）
- 境界觸發者 第2期（水上敏志 [4]）
- 卡片戰鬥！！先導者 overDress（觀眾）
- Vivy -Fluorite Eye's Song-（透克4）
- EDENS ZERO 伊甸星原（研究員）
- 陰晴不定的體操哥哥（TV播音員、大學生）
- 86—不存在的戰區—（同僚男）
- 藍色時期（職員）
- 特斯拉筆記（警備員）

2022年
- 失格紋的最強賢者（雷西斯、男學生C）
- 平凡職業造就世界最強 2nd season（海人族士兵C）
- 薔薇王的葬列（從者、從者D）
- 舞伎家的料理人（服務員）
- 卡片戰鬥！！先導者 will+Dress（男學生）
- 東京喵喵 NEW♡（主持人、不良、男子）
- 呆萌酷男孩（路人、觀眾）
- 機動戰士鋼彈 水星的魔女（學生）

2023年
- 妖幻三重奏（男子）
- 關於我在無意間被隔壁的天使變成廢柴這件事（男學生、東城）
- 在地下城尋求邂逅是否搞錯了什麼IV 深章 災厄篇（讓）
- 不要欺負我，長瀞同學 2nd Attack（裁判A）
- 龍族拼圖（人齒魚星人、王子）
- 她去公爵家的理由
- 和山田談場Lv999的戀愛（學生）
- 七魔劍支配天下（凱文·沃克）
- 奇異賢伴 黑色天使（亞太郎）
- 哥布林殺手II（輕劍士）
- 泡泡糖忍戰（凱尼斯）
- 競速 OVERTAKE!（BersoryZopit船員）

2024年
- 名偵探柯南（百原倫之）
- 弱角友崎同學 2nd STAGE（橋口恭也）
- 卡片戰鬥！！先導者 Divinez（學生）
- 愚蠢天使與惡魔共舞（輕浮男1）
- 輪迴第7次的惡役令孃，在前敵國享受自由自在的新娘生活（騎士）
- 黑執事 寄宿學校篇（學生）
- 花野井同學與戀愛病（前輩）
- JOCHUM（雷恩[5]）
- 雙生戀情密不可分（男學生）
- 2.5次元的誘惑（贊助商代表A）
- 魔王2099（路人B、食人魔御宅族B）
- 去參加聯誼，卻發現完全沒有女生在場

2025年
- 天久鷹央的推理病歷表
- 青春特調蜂蜜檸檬蘇打（米爾）
- Re:從零開始的異世界生活 3rd season（卡吉雷斯）

### 遊戲
2023年
[手機]美男惡徒 在闇夜中展開的惡愛（イケメンヴィラン 闇夜にひらく悪の戀）－{ジュード・ジャザ(裘德·賈札)}

## 外部連結
- 事務所介紹 （页面存档备份，存于）